# Деспотико (Киклады)
Деспотико (греч. Δεσποτικό) — небольшой скалистый необитаемый остров в Греции, в архипелаге Киклады. Расположен в Эгейском море, между островами Стронгили и Андипарос, напротив Айос-Еорьоса. Защищает бухту Деспотикон на юго-западном берегу острова Андипарос, которая является удобной гаванью. Административно относится к общине Андипарос в периферийной единице Парос в периферии Южные Эгейские острова.
В древности назывался Препесинф (Препезинт, др.-греч. Πρεπέσινθος).

## Археологические раскопки
Первые раскопки провёл в XIX веке Христос Цундас, обнаруживший захоронения раннекикладской эпохи.
В 1959 году экспедиция Никоса Зафиропулоса (Νικόλαος (Νίκος) Ζαφειρόπουλος) в районах Зумбария и Мандра (Μάντρα) на северо-восточном побережье острова выявила следы дорического храма Аполлона. Храм построен в IV веке до н. э., когда святилище достигло расцвета. Согласно недавним исследованиям, самые ранние следы святилища относятся к VIII веку до н. э. Находки сходны с находками в святилище Аполлона Делийского на Паросе, посвященного Аполлону и Артемиде. Помимо Аполлона, в святилище поклонялись Гестии и, вероятно, Артемиде. Святилище не было известно по письменным источникам и надписям. Находки свидетельствуют о контактах с материковой Грецией и Востоком. Это самое большое святилище после Делоса, поэтому его открытие изменило представление об истории Киклад геометрического и архаического периодов.
С 1997 года на острове проводятся систематические археологические раскопки под руководством Янноса Курагиоса (Γιάννος Κουράγιος), в результате которых были обнаружены фундаменты 13 вспомогательных строений святилища Аполлона. Ещё 5 строений найдены на соседнем острове Циминдири, который в архаический период составлял одно целое с Деспотико. Найдено большое количество керамики геометрического периода (IX—VIII вв. до н. э.), кости лошадей, свиней, овец, коз и птиц. Найдены черепица, глиняные архитектурные украшения, фигурки животных, вазы в форме бычьей и львиной голов, бронзовые предметы, ювелирные изделия, сосуды, посвященные Аполлону, предметы из слоновой кости, украшения. Также найдены две части ног мраморных куросов с участком постамента и палец, принадлежащий статуе огромного размера, которая, вероятно, служила культовой статуей храма (490—480 гг. до н. э.).